# Borden Classic 1978
Il Borden Classic 1978 è stato un torneo di tennis giocato sul cemento indoor. È stata la 5ª edizione del torneo, che fa parte dei Tornei di tennis femminili indipendenti nel 1978. Si è giocato a Tokyo in Giappone, dal 21 al 26 novembre 1978.

## Campionesse

### Singolare
Tracy Austin ha battuto in finale  Martina Navrátilová con il punteggio di 6–1, 6–1

### Doppio
Martina Navrátilová /  Betty Stöve hanno battuto in finale  Tracy Austin /  Kathy May Fritz con il punteggio di 4–6, 7–6, 6–3